# Rimae Atlas
Le Rimae Atlas sono una struttura geologica della superficie della Luna.